# スタイエン (スタジアム)
大王わさびスタイエンスタジアム（Daio Wasabi Stayen Stadium）は、ベルギー・リンブルフ州 シント＝トロイデンにあるサッカースタジアム。ネーミングライツを用いない際の呼称としては、正式名称のスタイエン（英: Stayen）が使われる。

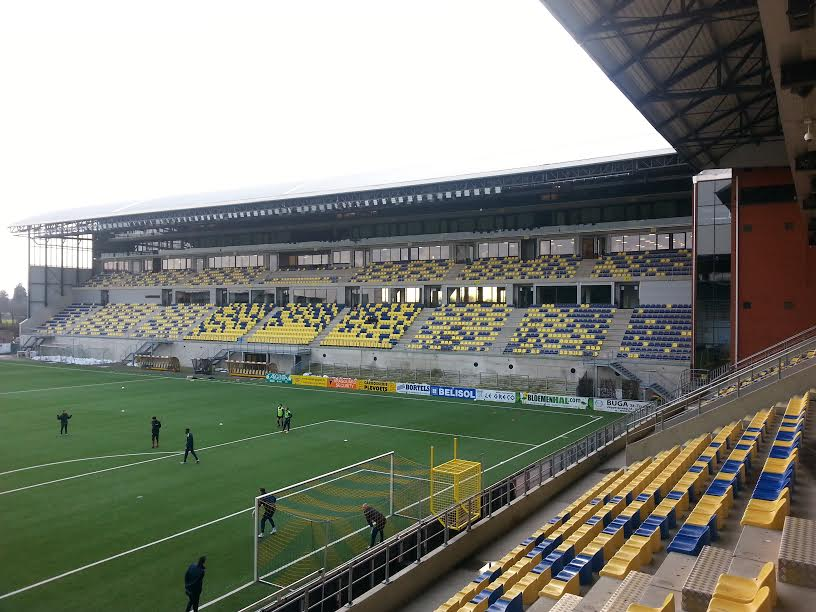
北スタンドからの眺め

## 概要
ジュピラー・プロ・リーグのシント＝トロイデンVVの本拠地として使用している。
2011年の改修を受けてリーグとしては初めて人工芝を導入したスタジアムで客席とピッチの距離も近い。現在は近代的な姿へと変容を遂げており、レストランやバーのほか、ショッピングセンターやオフィス施設、パーティールーム、ホテルなど多機能を備えている。ホテルはスタジアムの北側に建てられており、20室の客室からはピッチを見渡せる。
2023年2月より長野県安曇野市の大王わさび農場がスタジアムの命名権を取得し、名称も「大王わさびスタイエンスタジアム（英語: Daio Wasabi Stayen Stadium）」とした。なお、日本企業によるスタジアムの命名権取得はベルギー国内のリーグとしては史上初となる。

## アクセス
公共交通機関で行くならStation Sint-truiden(シント=トロイデン駅)から徒歩で10～15分ほど。